# Atrito

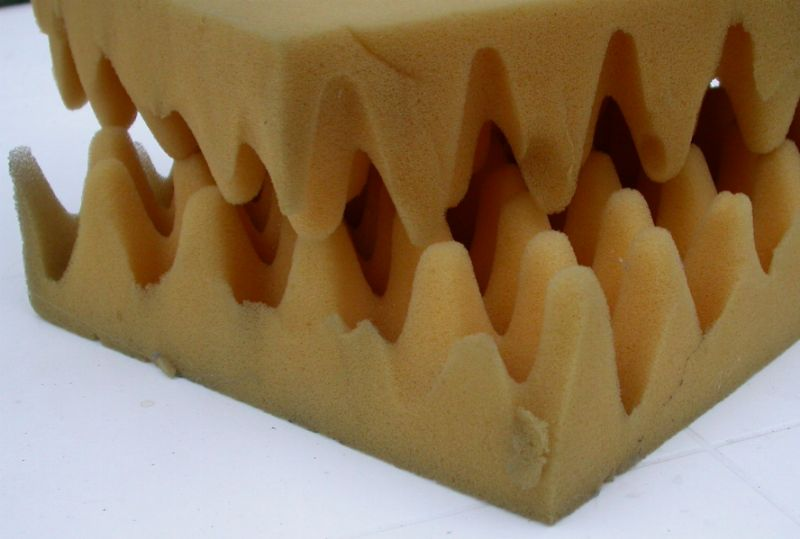
O atrito resulta da interacção entre dois corpos

O atrito é a força que resiste ao movimento relativo de superfícies sólidas, camadas de fluido e elementos materiais que deslizam uns contra os outros. Existem vários tipos de atrito:
- O atrito seco é uma força que se opõe ao movimento lateral relativo de duas superfícies sólidas em contato. O atrito seco é subdividido em atrito estático entre superfícies imóveis, e atrito cinético entre superfícies móveis. Com exceção do atrito atômico ou molecular, o atrito seco geralmente surge da interação de características de superfície, conhecidas como asperezas.
- O atrito de fluido descreve o atrito entre as camadas de um fluido viscoso que se movem umas em relação às outras.[2][3]
- O atrito lubrificado é um caso de atrito de fluido em que um fluido lubrificante separa duas superfícies sólidas.[4][5][6]
- A fricção da pele é um componente do arrasto, a força que resiste ao movimento de um fluido pela superfície de um corpo.

O atrito interno é a força que resiste ao movimento entre os elementos que constituem um material sólido enquanto ele sofre deformação.
Quando as superfícies em contato se movem em relação uma à outra, o atrito entre as duas superfícies converte energia cinética em energia térmica (isto é, converte trabalho em calor). Essa propriedade pode ter consequências dramáticas, conforme ilustrado pelo uso de fricção criada ao esfregar pedaços de madeira para iniciar um incêndio. A energia cinética é convertida em energia térmica sempre que ocorre movimento com atrito, por exemplo, quando um fluido viscoso é agitado. Outra consequência importante de muitos tipos de atrito pode ser o desgaste , que pode levar à degradação do desempenho ou danos aos componentes. O atrito é um componente da ciência da tribologia.
O atrito é desejável e importante para fornecer tração para facilitar o movimento em terra. A maioria dos veículos terrestres depende do atrito para acelerar, desacelerar e mudar de direção. Reduções repentinas na tração podem causar perda de controle e acidentes.
O atrito não é em si uma força fundamental. O atrito seco surge de uma combinação de adesão entre superfícies, rugosidade da superfície, deformação da superfície e contaminação da superfície. A complexidade dessas interações torna o cálculo do atrito a partir dos primeiros princípios impraticável e exige o uso de métodos empíricos para análise e desenvolvimento de teoria.
O atrito é uma força não conservativa — o trabalho realizado contra o atrito depende do caminho. Na presença de atrito, alguma energia cinética é sempre transformada em energia térmica, portanto a energia mecânica não é conservada.

## História
Os gregos, incluindo Aristóteles , Vitrúvio e Plínio, o Velho , estavam interessados na causa e na mitigação do atrito. Eles estavam cientes das diferenças entre o atrito estático e cinético com Themistius afirmando em 350 DC que "é mais fácil promover o movimento de um corpo em movimento do que mover um corpo em repouso".
As leis clássicas do atrito deslizante foram descobertas por Leonardo da Vinci em 1493, um pioneiro da tribologia , mas as leis documentadas em seus cadernos não foram publicadas e permaneceram desconhecidas. Essas leis foram redescobertas por Guillaume Amontons em 1699 e ficaram conhecidas como as três leis do atrito seco de Amonton. Amontons apresentou a natureza do atrito em termos de irregularidades superficiais e a força necessária para elevar o peso pressionando as superfícies uma contra a outra. Esta visão foi posteriormente elaborada por Bernard Forest de Bélidor e Leonhard Euler (1750), que derivou o ângulo de repouso de um peso em um plano inclinado e fez a distinção entre o atrito estático e cinético. John Theophilus Desaguliers (1734) reconheceu pela primeira vez o papel da adesão na fricção. Forças microscópicas fazem com que as superfícies se colem; ele propôs que o atrito era a força necessária para separar as superfícies aderentes.
A compreensão do atrito foi posteriormente desenvolvida por Charles-Augustin de Coulomb (1785). Coulomb investigou a influência de quatro fatores principais no atrito: a natureza dos materiais em contato e seus revestimentos de superfície; a extensão da área de superfície; a pressão normal (ou carga); e o tempo que as superfícies permaneceram em contato (tempo de repouso). Coulomb considerou ainda a influência da velocidade de deslizamento, temperatura e umidade, a fim de decidir entre as diferentes explicações propostas sobre a natureza do atrito. A distinção entre atrito estático e dinâmico é feita na lei de atrito de Coulomb (ver abaixo), embora essa distinção já tenha sido feita por Johann Andreas von Segnerem 1758. O efeito do tempo de repouso foi explicado por Pieter van Musschenbroek (1762) considerando as superfícies dos materiais fibrosos, com as fibras engrenando entre si, o que leva um tempo finito em que o atrito aumenta.
John Leslie (1766-1832) notou uma fraqueza nas visões de Amontons e Coulomb: Se a fricção surge de um peso sendo puxado no plano inclinado de asperezas sucessivas , por que então não é equilibrado descendo a encosta oposta? Leslie era igualmente cético quanto ao papel da adesão proposto por Desaguliers, que deveria, em geral, ter a mesma tendência de acelerar e retardar o movimento. Na visão de Leslie, o atrito deve ser visto como um processo dependente do tempo de achatamento, pressionando as asperezas, o que cria novos obstáculos no que antes eram cavidades.
Arthur Jules Morin (1833) desenvolveu o conceito de fricção deslizante versus deslizante. Osborne Reynolds (1866) derivou a equação do fluxo viscoso. Isso completou o modelo empírico clássico de atrito (estático, cinético e fluido) comumente usado hoje em engenharia. Em 1877, Fleeming Jenkin e JA Ewing investigaram a continuidade entre o atrito estático e cinético.
O foco da pesquisa durante o século XX foi entender os mecanismos físicos por trás do atrito. Frank Philip Bowden e David Tabor (1950) mostraram que, em um nível microscópico, a área real de contato entre as superfícies é uma fração muito pequena da área aparente. Esta área real de contato, causada por asperezas, aumenta com a pressão. O desenvolvimento do microscópio de força atômica (ca. 1986) permitiu aos cientistas estudar o atrito na escala atômica, mostrando que, nessa escala, o atrito seco é o produto da tensão de cisalhamento inter-superficiale a área de contato. Essas duas descobertas explicam a primeira lei de Amonton (abaixo) ; a proporcionalidade macroscópica entre a força normal e a força de atrito estático entre superfícies secas. LA Sosnovskiy, SS Sherbakov e VV Komissarov mostraram que a força de atrito é proporcional ao contato e à carga volumétrica (tração-compressão, flexão, torção, etc.), se a carga volumétrica causar tensões cíclicas (± σ) na área de contato.

## Coeficiente de atrito
O coeficiente de atrito, geralmente representado pela letra μ, é uma grandeza adimensional (não apresenta unidade de medida) que relaciona a força de atrito e a força de compressão entre dois corpos. Esse coeficiente depende dos materiais envolvidos; Por exemplo, o coeficiente de atrito entre asfalto e borracha é alto enquanto o coeficiente entre gelo e aço é baixo.
O coeficiente de atrito entre duas superfícies é uma grandeza empírica, ou seja, ela é determinada a partir de dados experimentais, e por isso representa uma predição aproximada da relação entre a força de atrito e a força de compressão.
Pode ser diferenciado em coeficiente de atrito dinâmico ou de atrito estático de acordo com a situação na qual se determina tais coeficientes:
- Coeficiente de atrito dinâmico ou cinético: presente a partir do momento que as superfícies em contato apresentam movimento relativo. Relaciona a força de atrito cinético presente nos corpos que se encontram em movimento relativo com o módulo das forças normais que neles atuam. Representado por {\displaystyle \mu _{c}\,}.
- Coeficiente de atrito estático: determinado quando as superfícies em contato encontram-se em iminência de movimento relativo, mas ainda não se moveram. Relaciona a máxima força de atrito possível (com as superfícies ainda estáticas uma em relação à outra) com a(s) força(s) normal(is) a elas aplicadas. Para efeito de diferenciação, é representado por {\displaystyle \mu _{e}\,}.

Comparando-se os módulos dos dois coeficientes, no contato entre superfícies sólidas o coeficiente de atrito cinético será sempre menor (mas não necessariamente muito menor) que o coeficiente de atrito estático:
{\displaystyle \mu _{c}\ <\mu _{e}\,}.
No caso de deslizamento sobre fluidos chamados não newtonianos essa relação pode mudar, enquanto sobre fluidos newtonianos, {\displaystyle \mu \,} independe da condição de movimento.

## Atrito dinâmico ou cinético
Chama-se de força de atrito dinâmico a força que surge entre as superfícies que apresentam movimento relativo de deslizamento entre si. A força de atrito dinâmico se opõe sempre a este deslizamento, e atua nos corpos de forma a sempre contrariá-lo (tentar impedi-lo), mas nem sempre mostra-se oposta ao movimento observado do corpo. Considere um menino que puxa um pequeno caminhão, que tem sobre sua caçamba um pequeno cubo de madeira.
A força responsável por colocar o cubo em movimento quando o menino puxa bruscamente o caminhão, fazendo o cubo escorregar pela caçamba, é a força de atrito, que neste caso atua na direção do movimento do cubo - quando observado pela mãe do menino, suposta estática ao chamá-lo.
Exemplo clássico também se encontra quando tem-se um carro se movendo em uma estrada e o motorista freia bruscamente, de modo que as rodas sejam travadas. O carro irá parar por causa da força de atrito que surge sobre os pneus graças ao contato do pneus com o solo, e conforme esperado atua de forma a contrariar o deslizamento dos pneus sobre a pista e de forma a contrariar o movimento do carro em relação ao solo. Repare que a reação a esta força, a força de atrito sobre o solo, tende a empurrar o solo para frente.
Para o caso de um homem empurrando uma caixa deve-se considerar que, se a caixa ainda está em repouso enquanto o homem aplica a força, a força de atrito entre a caixa e o plano de apoio será de atrito estático, sendo a força de atrito sobre a caixa contrária à tendência de deslizamento da caixa para frente.
Da mesma forma, sobre os pés do homem, a força de atrito estará atuando no sentido a impedir o deslizamento dos pés para trás, mas nesse caso a força de atrito estático sobre os pés estará apontando para frente, tentando impor movimento ao homem (e à caixa). Caso a caixa deslize, a força de atrito sobre a caixa devido ao atrito com a base de apoio será uma força de atrito agora dinâmica, mas ainda estará se opondo ao deslizamento das superfícies em contato e também ao movimento da caixa.
Entretanto, para o caso dos pés do homem, considerando que este não escorrega mesmo quando a caixa entra em movimento, a força de atrito sobre os pés continua sendo de caráter estático mesmo quando o homem caminha. Ela ainda estará apontando para frente, ainda estará se opondo ao deslizamento dos pés sobre o solo, contudo mesmo sendo de caráter estático estará aplicada em um corpo que se move, sendo esta força de atrito sobre os pés em verdade a força responsável pelo movimento do homem (e do caixote) para frente.
Algo similar ocorre no pneu em rolamento. O pneu como um todo se move, mas o ponto de contato é estático. Se o pneu não "patina", só rola, o atrito a se considerar é o estático.
Repare que há sempre um par ação-reação de forças de atrito: se há uma força de atrito no caixote aponta para trás, há uma segunda força de atrito atuando na base que o sustenta (no solo), e esta força de reação, atuando na base, aponta para a frente, em sentido oposto à primeira.
A força de atrito cinético pode ser calculada pela seguinte expressão:
{\displaystyle F_{a.x}=\mu _{x}.N},
em que {\displaystyle F_{a.x}}, medida em Newtons, x pode ser d (dinâmico) ou e (estático) e {\displaystyle \mu _{x}} é o coeficiente de atrito (dinâmico ou estático) e {\displaystyle N} a força que é normal à direção do movimento (no caso de o corpo estar em um plano horizontal, tem a mesma intensidade do peso do corpo, ou seja, {\displaystyle N=P=m.g}, onde {\displaystyle m} é a massa do objeto e {\displaystyle g} é a aceleração do campo gravitacional no local).
Quanto maior for a força normal, maior será o atrito entre os corpos.

## Atrito estático
Chama-se de força de atrito estático a força que se opõe ao início do movimento entre as superfícies, ou ao atrito de rolamento de uma superfície sobre outra. Por exemplo, pode-se citar o atrito entre o pneu de um carro quando este não está escorregando sobre a superfície (o que não implica que o pneu não possa estar rolando). Chama-se força de atrito estático máxima à máxima força de atrito estático que pode existir entre duas superfícies sem que estas entretanto deslizem uma sobre a outra.
Quando se tenta empurrar uma caixa em repouso em relação ao solo, nota-se que se pode gradualmente ir aumentando a força sobre a caixa sem que esta entretanto se mova. A força que se opõe à força aplicada sobre a caixa, e que a esta se soma para dar uma resultante nula de forças, o que é necessário para manter a caixa em repouso, é justamente a força de atrito estático que atua na caixa. A força de atrito estático é em módulo igual ao da componente paralela à superfície da força aplicada pelo homem, até que o bloco se mova.
Entretanto, há uma força limite que o homem pode aplicar na caixa sem que o caixote se mova: a componente desta força paralela à superfície iguala-se à de atrito estático máxima, em módulo. Ao entrar em movimento, a força que o homem exerce diminui bem se comparada à necessária para colocar o caixote em movimento. Neste caso, a componente paralela da força que ele passa a exercer para manter o caixote se movendo iguala-se em módulo à força de atrito dinâmico, e mostra-se relativamente independente da velocidade do caixote (para baixas velocidades), sendo esta consideravelmente menor do que a força máxima aplicada.
Matematicamente a força de atrito dinâmico relaciona-se com a força normal mediante a seguinte equação:
{\displaystyle |F_{a.c.max}|=\mu _{c}.N}.
E a força de atrito estático máxima relaciona-se com a força normal da seguinte forma:
{\displaystyle |F_{a.e.max}|=\mu _{e}.N} (análogo ao atrito dinâmico).

## Ângulo de atrito
Para obter o ângulo máximo de atrito estático entre materiais granulares, consulte Ângulo de repouso
Para certas aplicações, é mais útil definir o atrito estático em termos do ângulo máximo antes do qual um dos itens começará a deslizar. Isso é chamado de ângulo de atrito ou ângulo de atrito . É definido como:
Tan θ =  μs
onde θ é o ângulo da horizontal e µ s é o coeficiente estático de atrito entre os objetos.  Esta fórmula também pode ser usada para calcular µ s a partir de medições empíricas do ângulo de atrito.

## Fricção no nível atômico
Determinar as forças necessárias para mover os átomos uns sobre os outros é um desafio no projeto de nanomáquinas . Em 2008, os cientistas, pela primeira vez, foram capazes de mover um único átomo em uma superfície e medir as forças necessárias. Usando ultra-alto vácuo e temperatura quase zero (5º K), um microscópio de força atômica modificado foi usado para arrastar um átomo de cobalto e uma molécula de monóxido de carbono através de superfícies de cobre e platina

## Limitações do modelo Coulomb
A aproximação de Coulomb segue das suposições de que: as superfícies estão em contato atomicamente próximo apenas sobre uma pequena fração de sua área total; que esta área de contato é proporcional à força normal (até a saturação, que ocorre quando toda a área está em contato atômico); e que a força de atrito é proporcional à força normal aplicada, independentemente da área de contato. A aproximação de Coulomb é fundamentalmente uma construção empírica. É uma regra que descreve o resultado aproximado de uma interação física extremamente complicada. A força da aproximação é sua simplicidade e versatilidade. Embora a relação entre a força normal e a força de atrito não seja exatamente linear (e, portanto, a força de atrito não é totalmente independente da área de contato das superfícies), a aproximação de Coulomb é uma representação adequada de atrito para a análise de muitos sistemas físicos.
Quando as superfícies são unidas, o atrito de Coulomb se torna uma aproximação muito pobre (por exemplo, a fita adesiva resiste ao deslizamento mesmo quando não há força normal ou uma força normal negativa). Nesse caso, a força de atrito pode depender fortemente da área de contato. Alguns pneus de corrida de arrancada são adesivos por esse motivo. No entanto, apesar da complexidade da física fundamental por trás do atrito, as relações são precisas o suficiente para serem úteis em muitas aplicações.

## Coeficiente de atrito "negativo"
Em 2012 , um único estudo demonstrou o potencial para um coeficiente de fricção efetivamente negativo no regime de baixa carga , o que significa que uma diminuição na força normal leva a um aumento no atrito. Isso contradiz a experiência cotidiana, em que um aumento na força normal leva a um aumento no atrito.  Isso foi relatado na revista Nature em outubro de 2012 e envolveu a fricção encontrada por uma caneta de microscópio de força atômica quando arrastada por uma folha de grafeno na presença de oxigênio adsorvido por grafeno.

## Atrito elétrico
É preciso uma energia muito elevada para conseguir remover um próton, ou nêutron, do núcleo. Isso só acontece no interior das estrelas, na camada mais externa da atmosfera, onde chocam partículas cósmicas com muita energia, ou nos aceleradores de partículas, onde os físicos conseguem reproduzir as energias do interior de uma estrela. No entanto, é mais fácil extrair eletrões de um átomo, ficando um ion positivo, com excesso de protões, ou transferir mais eletrões para um átomo neutro, ficando um ion negativo, com excesso de eletrões

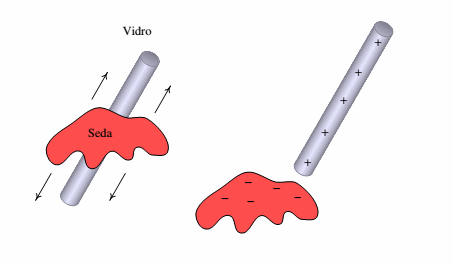
Barra de vidro carregada esfregando-a com um pano de seda

De facto, sempre que dois objetos diferentes entram em contato muito próximo, passam eletrões dos átomos de um dos objetos para o outro. O objeto que for mais susceptível a perder eletrões ficará eletrizado com carga positiva (n protões a mais) e o objeto que for menos susceptível a perder os seus eletrões ficará com a mesma carga, mas negativa (n eletrões a mais).
No caso da fita-cola, o contato próximo com outros objetos, devido à cola, faz passar eletrões de um para o outro. A fricção entre dois objetos faz também aumentar a passagem de eletrões de um objeto para o outro, sendo usada como método para eletrizar objetos. Os diferentes materiais podem ser ordenados numa série triboelétrica. Em que os materiais no topo da série são mais susceptíveis a ficar com carga positiva e os materiais no fim da lista têm uma maior tendência a ficar com carga negativa.
Por exemplo, se uma barra de vidro for esfregada com um pano de seda, a barra fica carregada com carga positiva e a seda com carga negativa, porque o vidro está por cima da seda na série triboelétrica. Mas se a mesma barra de vidro for esfregada com uma pele de coelho, a barra fica com carga negativa, e a pele com carga positiva, porque a pele de coelho está por cima do vidro na série triboelétrica.

## Alguns casos de atrito
Em alguns casos, como exercícios de vestibulares, é necessário calcular a força de atrito em situações especiais. Observe a seguir alguns exemplos:

### Rolha em garrafa
Nesse exemplo, para acharmos a força que o atrito exerce na rolha sobre a boca da garrafa de vidro quando se tenta praticar a soltura da rolha de cortiça, precisamos antes achar a área de contato entre a rolha e o bocal. Após obtermos esse dado por contas matemáticas (superfície interna de um cilindro), é preciso achar também a pressão exercida pela rolha no bocal. A pressão da rolha atuando sobre a área de contato irá fornecer a Força Normal entre a rolha e o gargalo de vidro, e, conhecendo-se esta força normal e também os coeficientes de atrito, basta utilizar a fórmula para obter a Força de Atrito e, consequentemente, a força que se deve aplicar para se abrir tal garrafa.

### Atrito no plano inclinado
Quando um corpo está sobre um plano inclinado e sob ação exclusiva da gravidade, a intensidade da Força Normal que se utiliza para calcular a Força de Atrito corresponde à componente perpendicular ao plano de contato, que pode ser calculada segundo a expressão:
{\displaystyle N=P\times cos(\theta )},
onde {\displaystyle \theta } é o ângulo de inclinação em relação à horizontal.
Vale ressaltar que quando se trata de um plano inclinado, o ângulo formado pelo plano inclinado e a horizontal corresponde ao ângulo formado pelo peso do corpo sobre o plano e a sua componente perpendicular ao plano inclinado, rotineiramente chamada de Py. Nesse circunstância, a força de atrito que atuará sobre o corpo irá se opor ao deslizamento ao longo da superfície do plano, e portanto estará orientada paralelamente ao plano, para cima.

### Velocidade máxima na curva
Para um carro em movimento circular uniforme a direção do atrito é sempre perpendicular à reta tangente à circunferência no ponto em que o carro se encontra, e o sentido aponta para o centro. A força de atrito é em verdade a força centrípeta necessária ao movimento, e para calcular a velocidade máxima com a qual o carro conseguirá fazer a curva usa-se a seguinte fórmula, obtida mediante a igualdade entre a expressão para o cálculo da força de atrito estático máxima e a força centrípeta necessária para a manutenção do movimento circular uniforme:
{\displaystyle F_{a.e.max}=Ma_{c.max}=M{\frac {v_{max}^{2}}{r}}},
em que termo ac.max é a aceleração centrípeta máxima aplicável ao carro pelo solo, e M a massa do carro, e vmax a máxima velocidade com a qual o carro fará a curva de raio r.
Substituindo-se a expressão para a força de atrito estático máxima, lembrando-se que a normal é igual ao peso (Mg), e resolvendo, tem-se:
{\displaystyle V_{max}={\sqrt {\mu _{e}gr}}}.
Repare que a velocidade máxima não depende da massa do carro. Depende apenas da gravidade local, do raio r da curva e do atrito entre as superfícies, caracterizado pelo coeficiente de atrito estático máximo.
- Commons
- Wikilivros